# Elisa Bartoli
Elisa Bartoli (født 7. maj 1991) er en kvindelig italiensk fodboldspiller, der spiller angreb for italienske Roma i Serie A og Italiens kvindefodboldlandshold.
Bartoli har tidligere spillet i de italienske klubber Fiorentina, ASD Mozzanica, ASD Torres Calcio og GS Roma CF.
Hun debuterede på det italienske A-landshold i 2014 og hun blev udtaget af den italienske landstræner, Milena Bertolini, til VM i fodbold for kvinder 2019 i Frankrig og EM 2013 i Sverige.
Hun var med til at vinde Coppa Italia i maj 2021, efter at have slået AC Milan på straffeparksafgørelse i finalen.

## Meritter

### Klub
ASD Torres Calcio
Vinder
- Serie A: 2012-13
- Supercoppa Italiana (2): 2012, 2013

Fiorentina
- Serie A(2): 2016-2017, 2017-2018
- Coppa Italia(2): 2016-2017, 2017-2018

Roma
Vinder
- Coppa Italia: 2020-21

### Individuelt
- AIC Best Women's XI(2): 2019, 2020[4]